# 杜牧

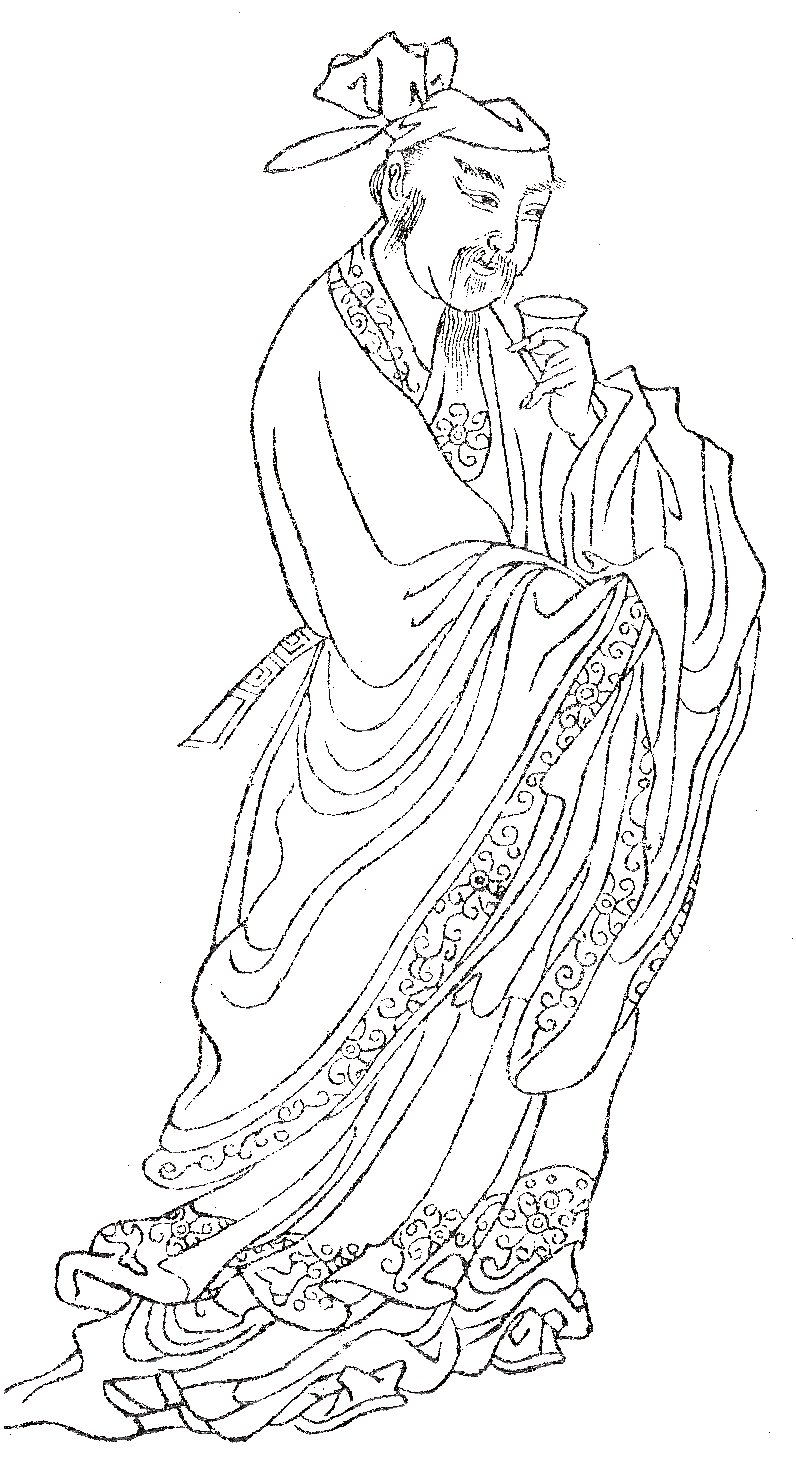
杜牧・『晩笑堂竹荘畫傳』より

杜 牧（と ぼく、拼音:Dù Mù、ウェード式:Tu4 Mu4、803年（貞元19年） - 853年（大中6年））は、中国晩唐の詩人。字は牧之。号は樊川。本貫は京兆郡杜陵県。西晋の杜預の子の杜尹の末裔にあたる。祖父は中唐の歴史家の杜佑。父は駕部員外郎の杜従郁。弟は杜顗。詩人の杜荀鶴は庶子と言われる。
晩唐の繊細な技巧的風潮を排し、平明で豪放な詩を作った。風流詩と詠史、時事諷詠を得意とし、艶麗と剛健の両面を持つ。七言絶句に優れた作品が多い。杜甫の「老杜」に対し「小杜」と呼ばれ、また同時代の李商隠と共に「晩唐の李杜」とも称される。ほか李白・韓愈・柳宗元からも影響を受けた。

## 経歴
長安の名門階級に生まれるが、出生時には既に衰退の途中であった。祖父の杜佑は「通典」と呼ばれる百科事典の編纂に携わる。828年、25歳で進士に及第。官吏となる。文学奨励会で編者の第一人者となる。数カ月後、宣歙観察使である沈伝師の側近となった。833年、31歳の時に揚州の淮南節度使牛僧孺の幕下に入り、掌書記を勤めた。このころ詩作を始める。揚州在任の3年間、毎晩妓楼に通い、風流の限りを尽くしたと言われる。835年、監察御史に任命され長安に戻ったが、王朝内部では彼の友人の李訓や鄭注らと宦官が派閥闘争に明け暮れていた。自らは洛陽への転任を申し出て認められたため、その年の暮れに起こった甘露の変を回避できたとされる。
以後各地で多くの官職を歴任するが、政変のため中央での出世は得られなかった。837年には失明した弟の杜顗を介護世話するために揚州に戻り、その後杜顗も連れて宣州に向かった。839年に左補闕や史館修撰となるが、長安に戻った。840年に膳部員外郎に、翌841年には比部員外郎に任命される。その後黄州・池州・睦州の刺史を歴任するが、杜牧はこの処遇に不満を持ち、李徳裕を非難した。彼は自分の経歴や処遇への不満を詩に表し始めた。
848年に司勲員外郎に任命された彼は中央に戻り、史館修撰の時の功績を表彰される。849年には吏部員外郎となった。850年には依願して湖州刺史となるが、門下省、ついで中書省の舎人となる。ところがその年病に倒れ、翌年（太陽太陰暦）に亡くなった。

## 著名な作品
漢詩のほか、賦や中国の古典散文にも長けていた。歴史的な名所や神秘的な情景を描いた繊細で叙情的な絶句を得意としていた。ほかに離別や退廃、無常観などを描く詩もある。彼は古典的な形と口語的な語法や語順、言葉遊びなどを組み合わせたスタイルを用いた。彼はまたストーリー性のある長編の詩や孫子の注釈も書いている。江南の風景を絵画のように表現した「江南春」、揚州での、風流才子としての姿を描いた「遣懐」、反実仮想的と言われる詩風をよく反映している。また垓下の戦いに敗れた項羽（前232年 - 前202年）が、烏江まで逃れてきた時のことを詠い「捲土重来」の語の元ともなった「題烏江亭」がよく知られている。賦では「阿房宮賦」が有名。
晩唐を代表する詩人で人気も高い杜牧であるが、盛唐を重視し、中唐・晩唐の詩を批判する明の古文辞派の文学観を反映した『唐詩選』には1篇も選ばれていない。
また、李商隠と同じく、恋愛詩を作ったことでも知られている。「十年一たび覚む揚州の夢、贏ち得たり青楼薄倖の名」（懐を遣る）といううたの青楼とは妓女の家のことを指しているとされる。しかし死ぬ前年にその恋愛詩の多くを自ら焼き払ってしまい、死後に編纂された『樊川文集』全二十巻に収められた恋愛詩は少なかった。
| 江南春         |                                                      |                                                                      |
| 原文           | 書き下し文                                           | 通釈                                                                 |
| 千里鶯啼緑映紅 | 千里鶯（うぐいす）啼（な）いて緑紅（くれない）に映ず | 広々とした平野のあちらこちらで鴬がないて、紅い花が新緑に映えている。 |
| 水村山郭酒旗風 | 水村山郭酒旗（すいそんさんかくしゅき）の風           | 川沿いの村や山里の酒屋の旗が、春風にたなびいている。                 |
| 南朝四百八十寺 | 南朝四百八十寺（しひゃくはっしんじ）                 | 南朝時代以来のたくさんの寺が立ち並び                                 |
| 多少樓臺煙雨中 | 多少の楼台煙雨の中                                   | 多くの楼台が春の霧雨の中に煙っていることだろう。                     |

| 題烏江亭       |                                                |                                                        |
| 原文           | 書き下し文                                     | 通釈                                                   |
| 勝敗兵家事不期 | 勝敗は兵家も事期せず                           | 戦の勝敗は兵法家であっても予測できるものではない。     |
| 包羞忍耻是男児 | 羞（しゅう）を包み恥を忍ぶはこれ男児           | 羞恥を耐え忍んでこそ男児というもの。                   |
| 江東子弟多才俊 | 江東の子弟才俊多し                             | 江東の子弟には優れた人材が多いゆえに                   |
| 捲土重来未可知 | 捲土重来（けんどちょうらい）も未だ知るべからず | 再起してまた天下を争うことも、できたかも知れないのに。 |

ほかに「清明」や「秋夕」といった詩がある。「秋夕」は彼の家の没落の嘆きを暗示しているとされる。　
| 清明           |
| 原文           |
| 清明時節雨紛紛 |
| 路上行人欲斷魂 |
| 借問酒家何處有 |
| 牧童遙指杏花村 |

| 秋夕           |
| 原文           |
| 銀燭秋光冷畫屏 |
| 輕羅小扇撲流螢 |
| 天階夜色涼如水 |
| 臥看牽牛織女星 |

## 最近の動き
1968年、バンドピンク・フロイドに所属するロジャー・ウォーターズがアルバム神秘に収録されている太陽讃歌の中で杜牧の詩から"Lotuses lean on each other in yearning"（多少綠荷相倚恨）という言葉を引用している。

## 主な訳書・研究
- 『杜牧 新釈漢文大系 詩人編9』 齋藤茂編訳、明治書院、2020年
- 『杜牧詩選』 松浦友久・植木久行編訳、岩波文庫、2004年
- 石川忠久『漢詩を読む 杜牧－〇〇選－「風流才子」杜牧の詩と人生』NHKライブラリー、2004年
- 『杜牧 漢詩大系14』 市野沢寅雄訳・注解、集英社、新版1980年
  - 『杜牧 中国名詩鑑賞6』 市野沢寅雄訳著、小沢書店、1996年。抜粋の新版
- 高橋未来『杜牧研究 杜牧における政治と文学』東京学芸大学出版会、2016年